# Publio Elio Peto (console 201 a.C.)
Publio Elio Peto (in latino Publius Aelius Paetus; ... – 174 a.C.) è stato un politico romano.

## Biografia
Figlio del pontefice massimo Quinto Elio Peto, divenne edile nel 204 a.C. e pretore nel 203 a.C. Indisse cinque giorni di celebrazioni per la partenza di Annibale dall'Italia.
Nel 202 a.C. fu magister equitum e nel 201 a.C. fu eletto console con Gneo Cornelio Lentulo. Ottenne come provincia l'Italia settentrionale e riuscì a trattare con i Liguri Ingauni e fu nominato decemviro per la distribuzione di terre tra i veterani di Scipione Africano nel Sannio ed in Apulia. Nel 199 a.C. fu censore proprio con Scipione Africano.
Nel 177 a.C., dopo la deportazione dei Liguri Apuani dal territorio avvenuta tre anni prima, fu incaricato, in collaborazione con gli altri triumviri Marco Emilio Lepido e Gneo Sicinio, di tracciare la Centuriazione della Versilia.
Morì nel 174 a.C., mentre era augure, durante una epidemia di peste.